# Постійне HTTP-з'єднання

Постійне HTTP-з'єднання (англ. HTTP persistent connection), також HTTP keep-alive або повторне використання з'єднань HTTP англ. HTTP connection reuse) — технологія використання одного TCP-з'єднання для надсилання та отримання багаторазових HTTP-запитів і відповідей замість відкриття нового з'єднання для кожної пари запит-відповідь. Новий протокол HTTP/2 розширює цю ідею, дозволяючи одночасні багаторазові запити-відповіді в одному з'єднанні.
Основною перевагою постійного HTTP-з'єднання є те, що доки триває з'єднання сервер може зберігати налаштування, стан і результати попередніх запитів клієнта. При відкритті нового з'єднання для кожної пари запит-відповідь інформація про попередні запити на сервері втрачається тому, за необхідності, таку інформацію зберігає клієнт і надсилає серверу при кожному наступному запиті, що ускладнює реалізацію клієнта і збільшує навантаження на мережу.